# Hendrik Goltzius
Hendrik Goltzius (Névváltozat: Hendrick) (Bracht/ma Brugge/, 1558. — Haarlem, 1617. január 1.) németalföldi festő, grafikus, nyomdász és kiadó manierista stílusban. Ismert önarcképe szignált, 1593–94-ben keletkezett, s a bécsi Albertina őrzi.

## Életpályája
Otthon apjánál üvegfestést tanult, majd követte Haarlembe Dirck Volkertsz. Coornhert (1522–1590) humanista tudóst és művészt, ő lett Goltzius mestere. A festésben és a metszésben a manierizmus hatott rá, főleg Bartholomeus Spranger festészete. Fiatalon elsősorban réz- és fametszeteket készített. 1591-ben bejárta Itáliát és egyes német területeket.
Visszatérve Haarlembe folytatta a metszetkészítést, gazdagította a rézmetszet kifejezési módjait. A vonalakat lágyan vastagította, hozzásimultak az ábrázolt alakok formáihoz, árnyékai átlátszóak és könnyedek lettek. Lapjai tónusban igen finoman mérlegeltek. Mintegy 300 lapja nagy technikai tudásról tanúskodik. Szerkesztésben, kidolgozásban a legnagyobb művészek hatottak rá, Az angyali üdvözlet Raffaello, Mária megpróbáltatása Parmigianino, A pásztorok imádása Bassano, A szent család Lucas van Leyden, a Circumcisio pedig Dürer modorában készült. A fametszetekben is nevezetes műveket alkotott, két-három dúccal nyomtatott (chiaroscuro) művei keresettek voltak.
1600 körül kezdett komolyan festeni, számos festményt alkotott mitológiai és vallási témákban manierista stílusban, azonban életművén belül festményeinél jelentősebbek metszetei, a metszetek terén elért újításai. Haarlemben élt és alkotott, Karel van Mander, Bartholomeus Spranger és Goltzius szinte triumvirátust alkottak ebben a városban, megalapították a festőakadémiát és sok tanítványt neveltek, sokak – köztük Karel van Mander – szerint Haarlem a modern festészet bölcsője Németalföldön éppen úgy, mint Vasari szerint Firenze Itáliában.

## Festményeiből

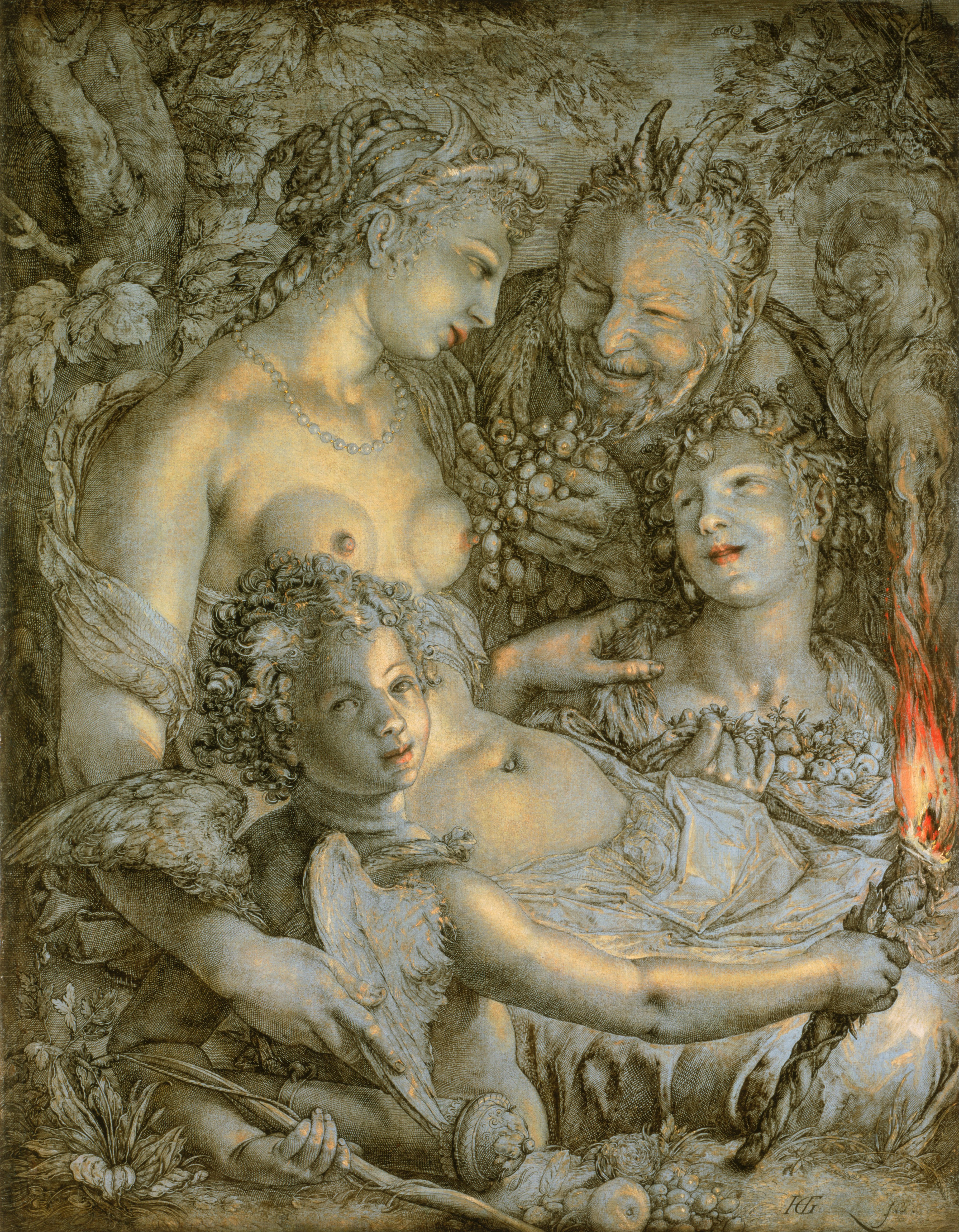
Sine Cerere et Libero friget Venus

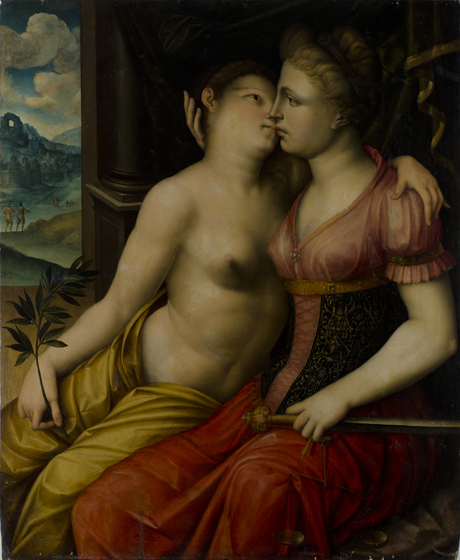
Háború és béke

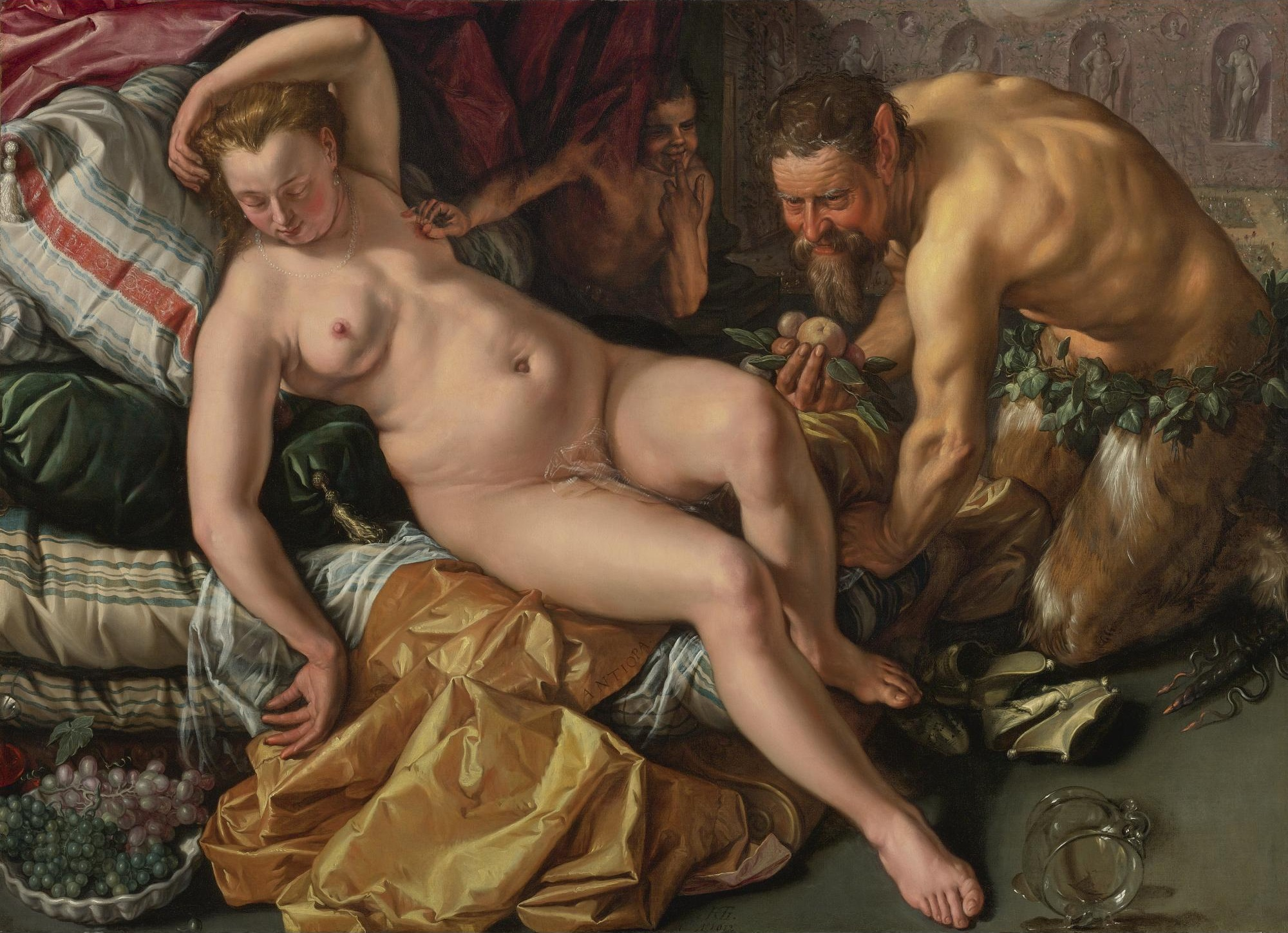
'Jupiter és Antiope'
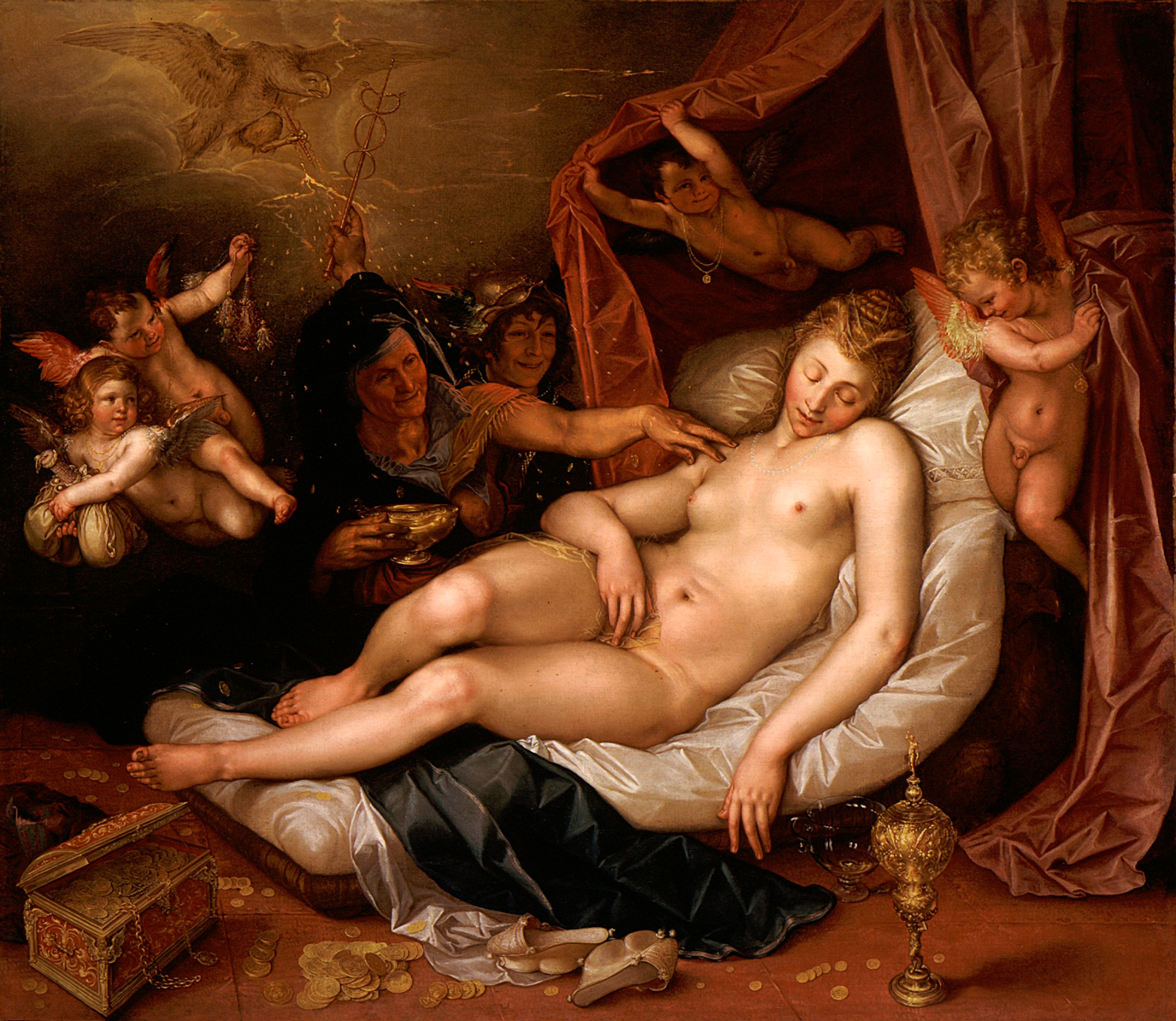
Az alvó Danaé (1603; Los Angeles County Museum of Art, Los Angeles, USA)
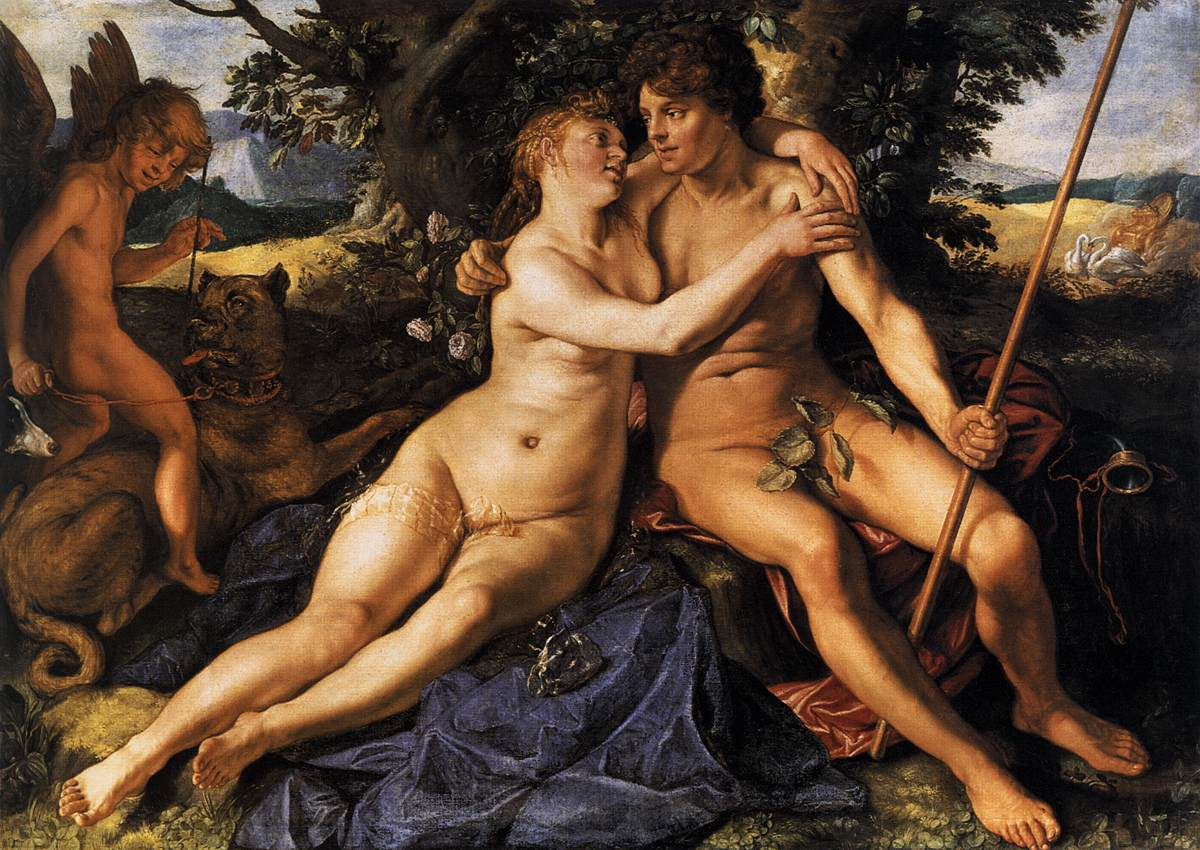
Vénus  és  Adonis
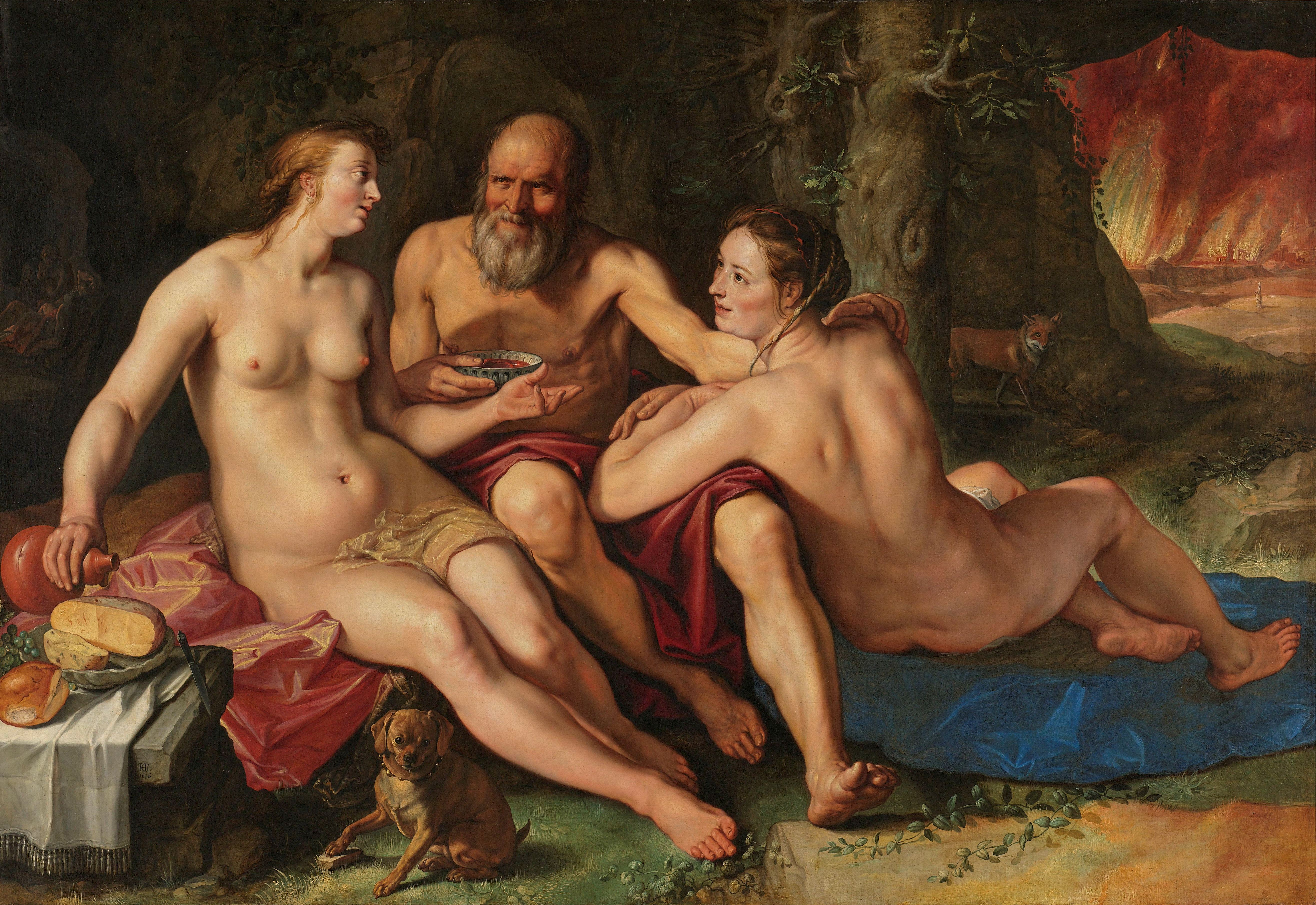
Lót és lányai (1616; Rijksmuseum, Amszterdam)
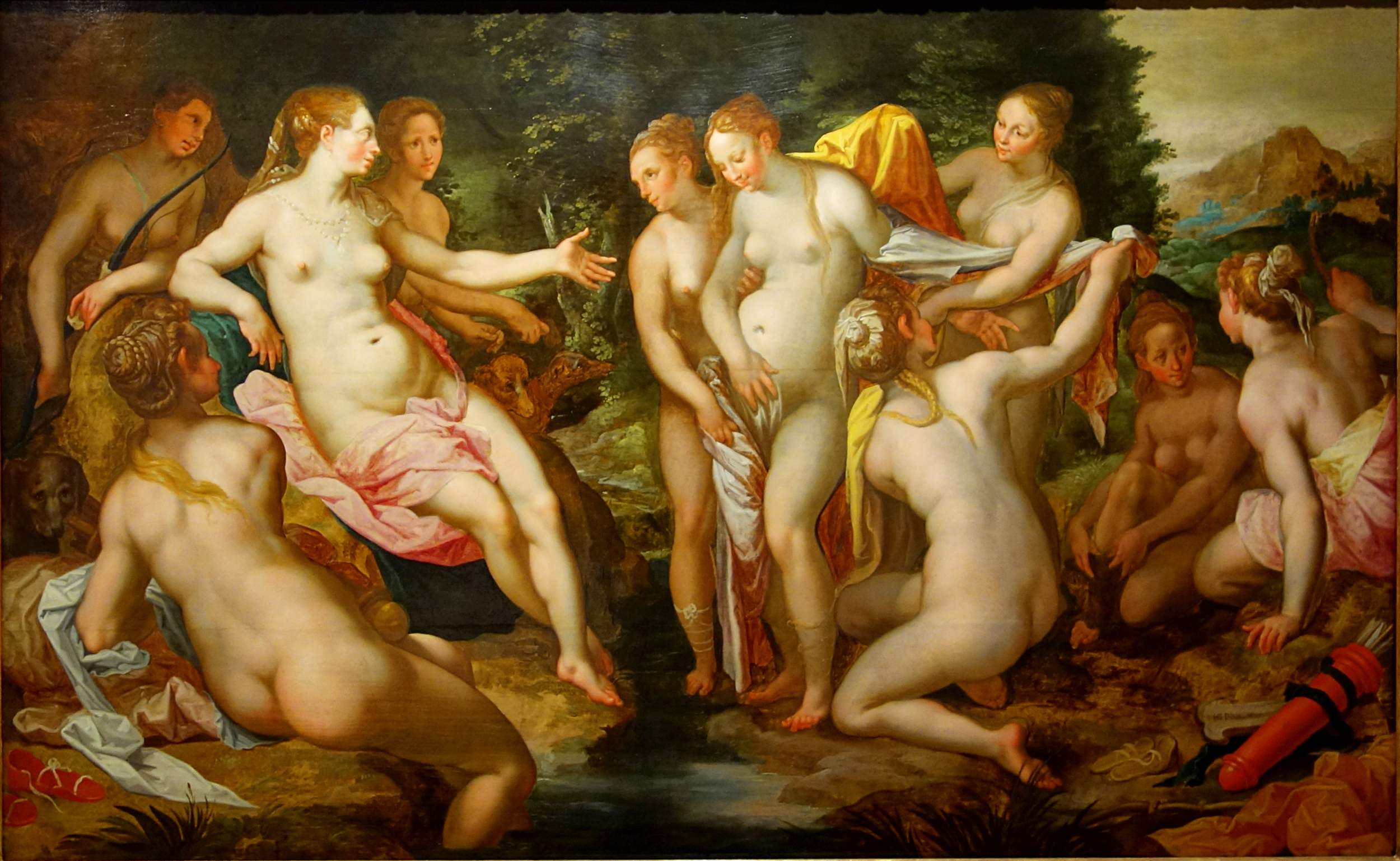
Diana és Kallisto
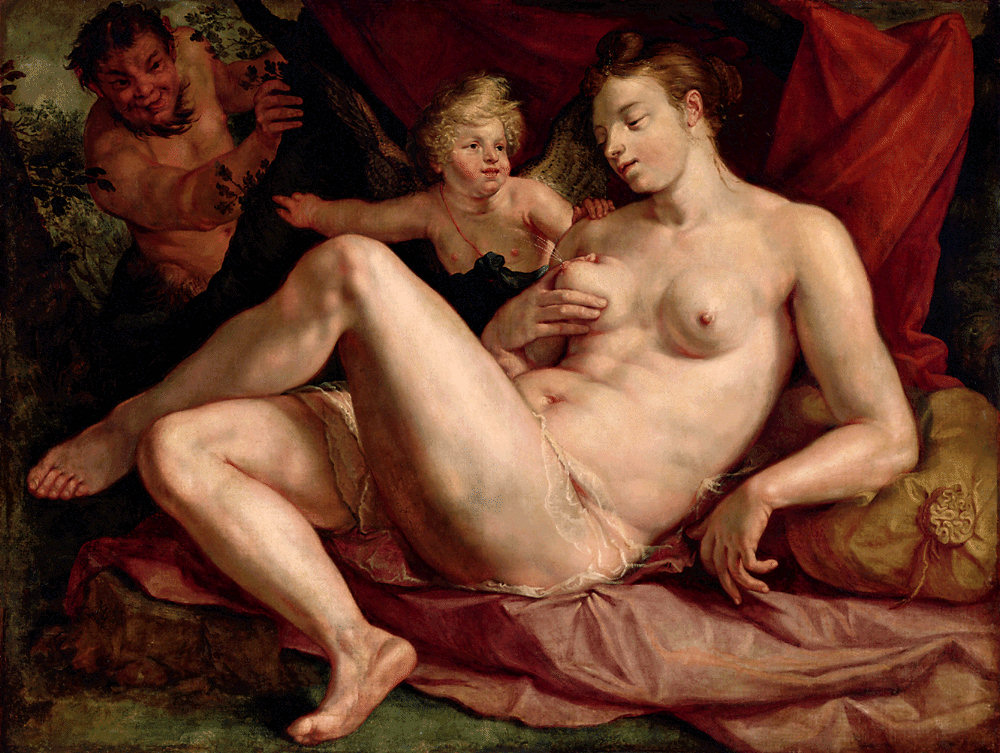
Jupiter és Antiopé

## Grafikáiból

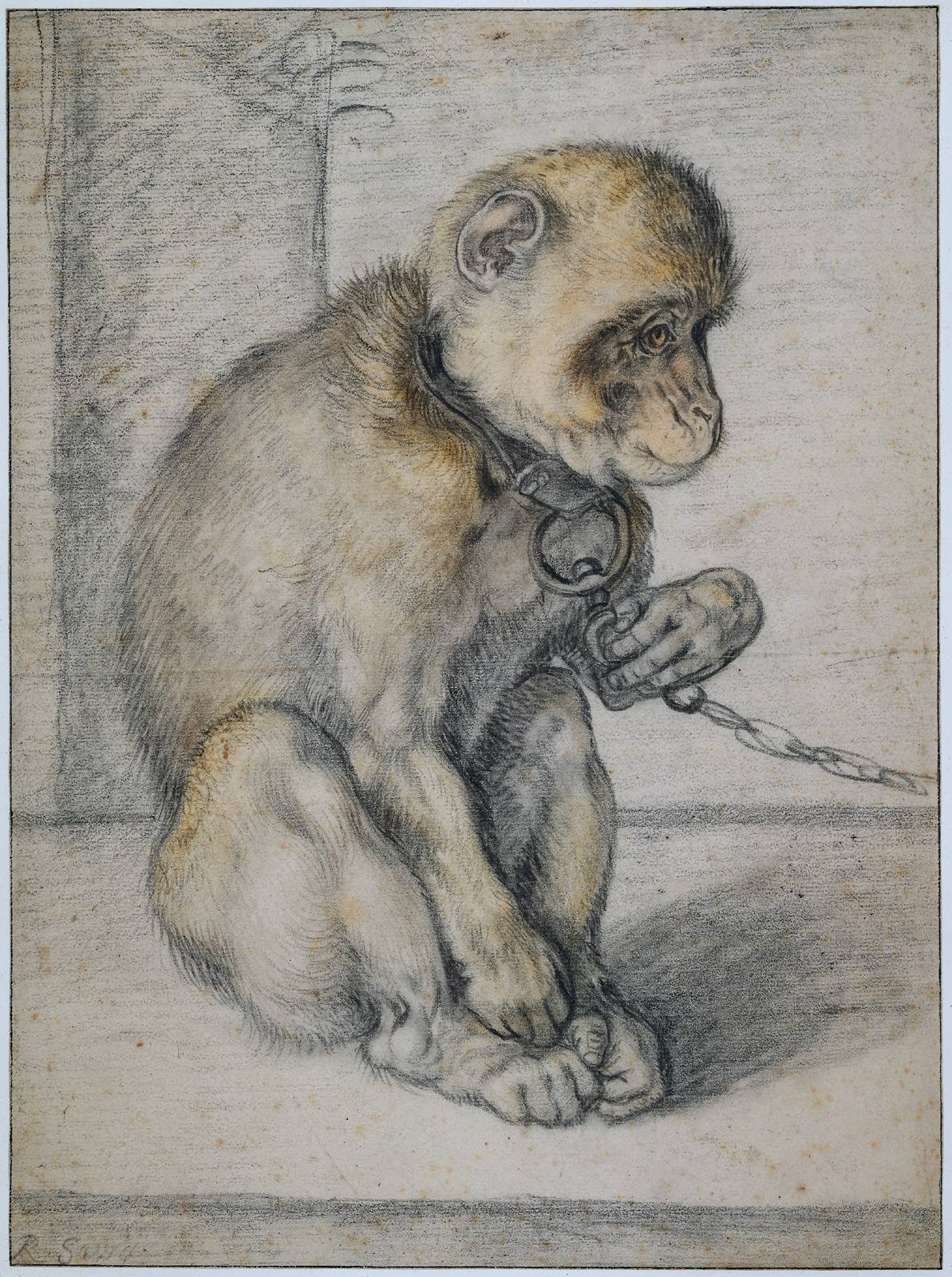
Majom láncon (1597)
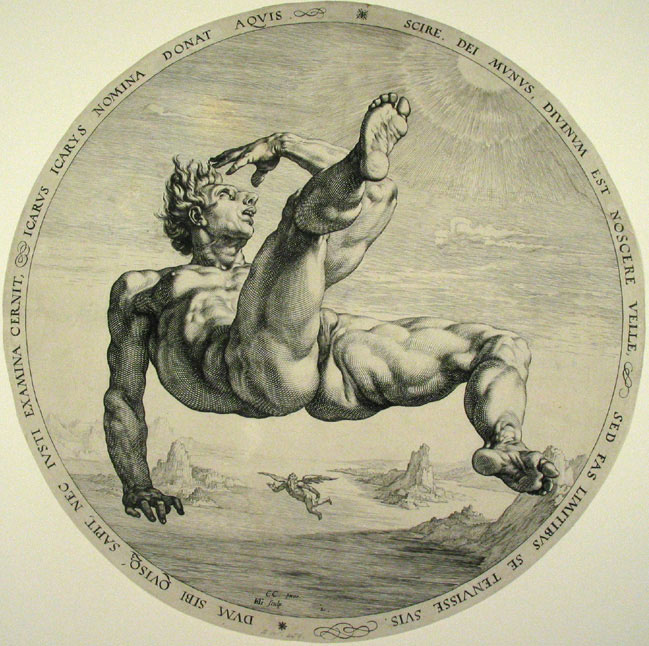
Ikarusz (1588)
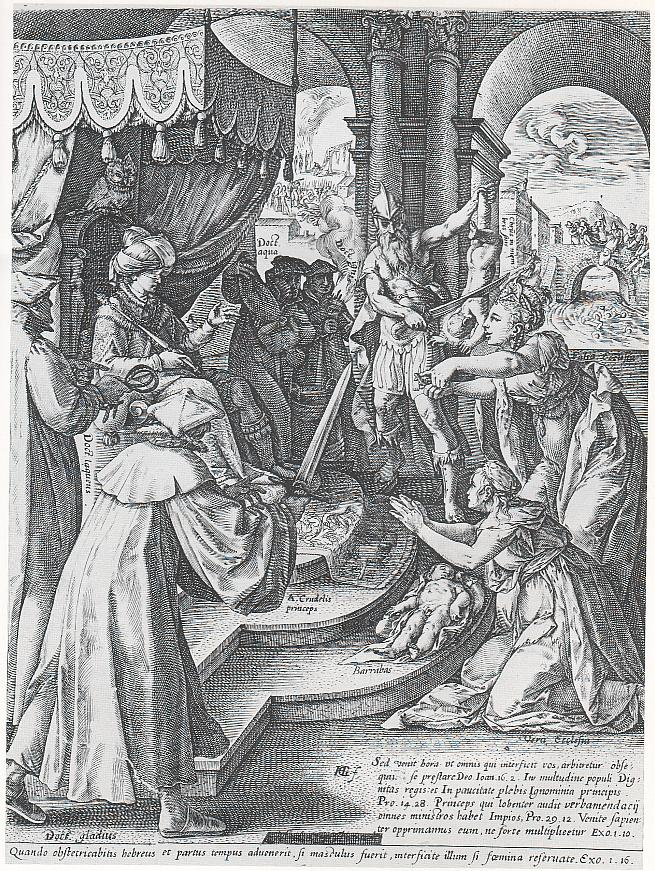
Salamon ítélete[11] (1604)
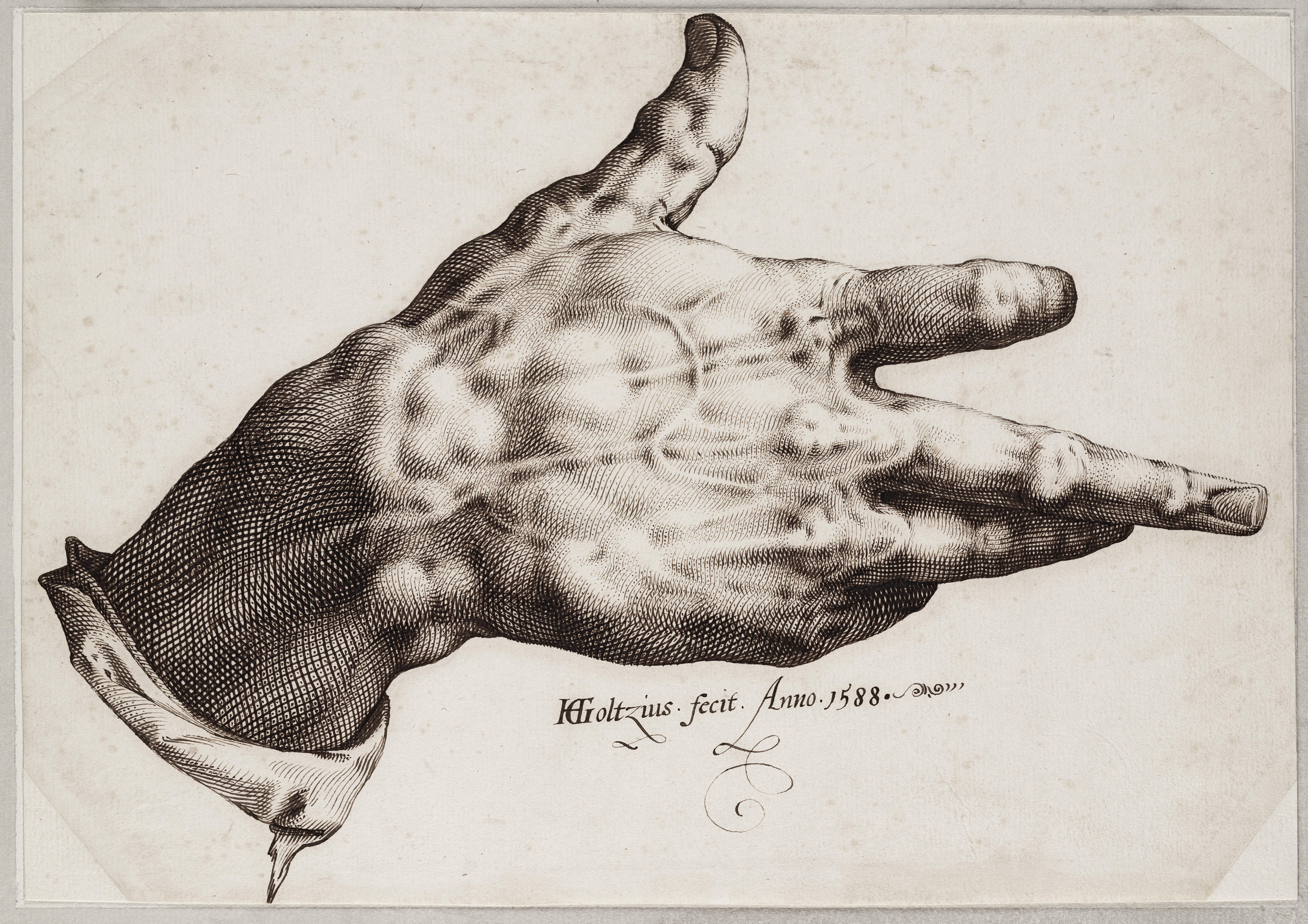
Goltzius jobb keze (1588)
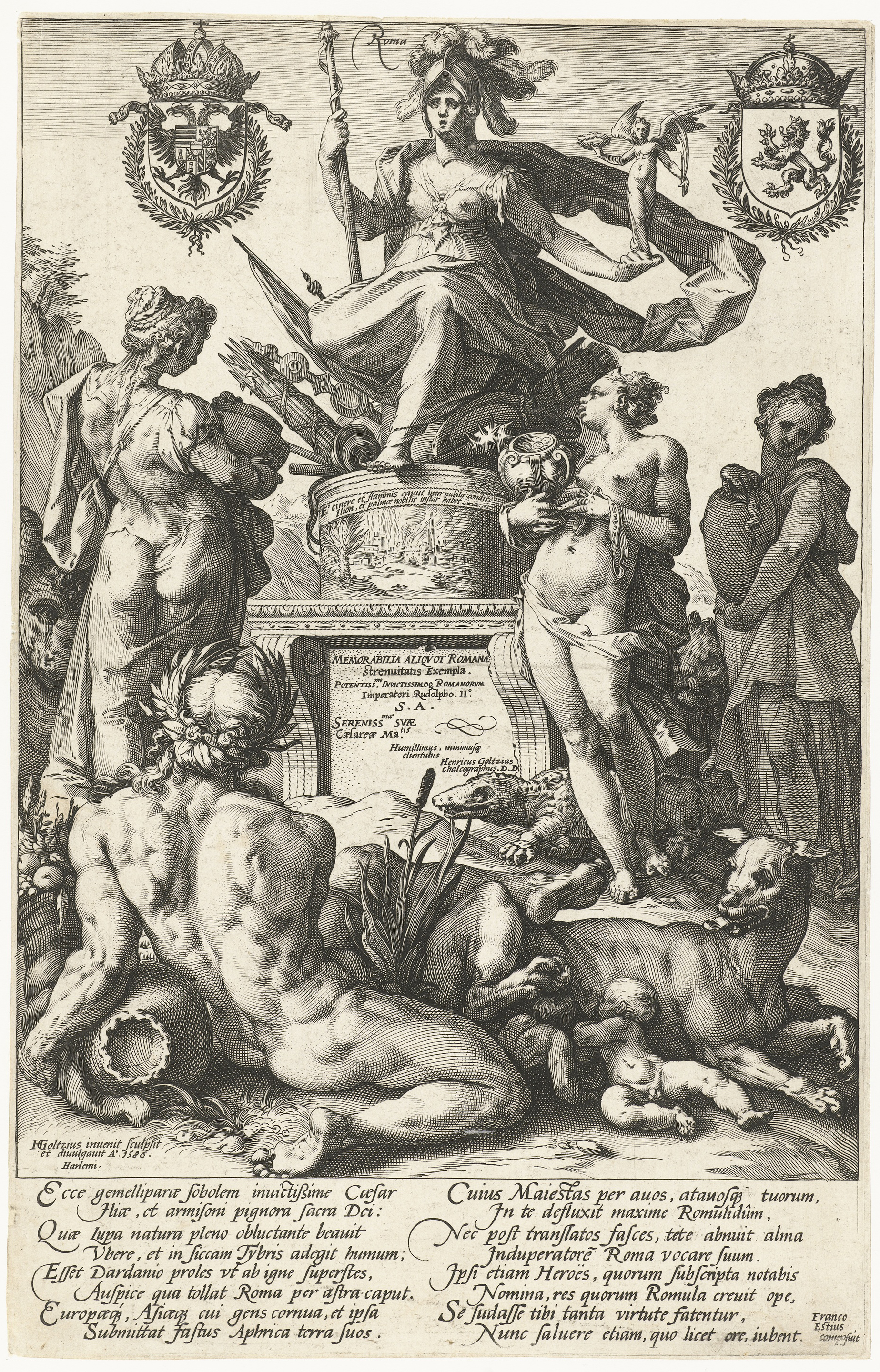
A római hősök (1586)